# Billy Morgan
Billy Mark Morgan (Southampton, 2 aprile 1989) è un ex snowboarder britannico medaglia di bronzo nel big air alle Olimpiadi di Pyeongchang 2018.

## Biografia
Giunto al quarto posto nello slopestyle ai Mondiali di Stoneham 2013, Morgan ha partecipato alle Olimpiadi di Soči 2014 arrivando decimo nella finale della stessa specialità.
Alle successive Olimpiadi di Pyeongchang 2018 compete sia nello slopestyle, dove non riesce a superare le qualificazioni, sia nella gara inaugurale di big air dove si aggiudica il terzo posto dietro lo statunitense Kyle Mack e il canadese Sébastien Toutant.

## Palmarès

### Olimpiadi
- 1 medaglia:
  - 1 bronzo (big air a Pyeongchang 2018)

### Winter X Games
- 1 medaglia:
  - 1 bronzo (big air a Oslo 2016)

### Coppa del Mondo
- Miglior piazzamento nella Coppa del Mondo generale di freestyle: 10º nel 2013
- Miglior piazzamento nella Coppa del Mondo di big air: 7° nel 2013 e nel 2017
- Miglior piazzamento nella Coppa del Mondo di slopestyle: 6° nel 2013
- 3 podi:
  - 3 terzi posti